# لیام جیمز
لیام جیمز (انگلیسی: Liam James؛ زادهٔ ۷ اوت ۱۹۹۶) یک هنرپیشه اهل کانادا است. وی از سال ۲۰۰۶ میلادی تاکنون مشغول فعالیت بوده‌است.
جیمز ناهم‌رنگی عنبیه دارد و یک چشمش سبز و دیگری آبی است.
از فیلم‌ها یا برنامه‌های تلویزیونی که وی در آن نقش داشته است می‌توان به کشتار، ۲۰۱۲، غیب‌گو، بیگانه علیه غارتگر ۲ و راه، راه بازگشت اشاره کرد.